# Кара Маккалоу
Кара Дейдра Маккалоу (англ. Kára Deidra McCullough; 9 вересня 1991) — американська модель, переможниця національного конкурсу краси Міс США 2017. За освітою фізик-ядерник, співробітниця Комісії з ядерного регулювання США.

## Життєпис

### До конкурсу
Народилася в Неаполі, Італія, в сім'ї Бетті Ен Паркер і Артензеля Маккалоу. Батько - військовослужбовець Корпусу морської піхоти США. Проживала на Сицилії, у Південній Кореї, Японії і Гаваях. Пізніше, з сім'єю переїхала у Вірджинія-Біч, штат Вірджинія. Закінчила Університет Південної Кароліни, де отримала ступінь бакалавра наук з радіохімії. Будучи студентом, вона стала членом Американського хімічного товариства, Health Physics Society і Американського атомного товариства. Вона була прийнята у міжнародне благодійне товариство «Золотий ключ» і Національне товариство чорних інженерів.
Маккалоу працює спеціалістом з готовності до надзвичайних ситуацій в Управлінні ядерної безпеки та реагування на інциденти Комісії з ядерного регулювання.

### Участь в конкурсах краси
До перемоги в конкурсі краси Міс округ Колумбія 2017 двічі брала участь в конкурсах краси, в 2015 і 2016 роках. 14 травня 2017 взяла участь в національному конкурсі краси Міс США 2017. Після перемоги звернула на себе увагу ЗМІ тим, що брала участь з натуральними волоссям. Стала сьомою переможницею в історії конкурсу, яка народилася не на території США.